# Saint-François-de-l'Île-d'Orléans
Saint-François-de-l'Île-d'Orléans es un municipio canadiense situado en la provincia de Quebec.

## Superficie
Saint-François-de-l'Île-d'Orléans tiene una superficie de 28,96 km².

## Demografía
En 2021, tenía 536 habitantes, una densidad poblacional de 18,5 hab./km², y 359 viviendas.